# Filippo Tortu
Filippo Tortu (ur. 15 czerwca 1998 w Mediolanie) – włoski lekkoatleta specjalizujący się w biegach sprinterskich.
W 2014 wygrał bieg na 200 metrów podczas europejskich kwalifikacji do igrzysk olimpijskich młodzieży. Na imprezie docelowej nie stanął na starcie biegu finałowego. W 2016 w Bydgoszczy zdobywał srebro mistrzostw świata juniorów w biegu na 100 metrów, a rok później zdobył złoto indywidualnie i srebro w sztafecie 4 × 100 metrów podczas czempionatu Europy juniorów w Grosseto. W tym samym roku osiągnął półfinał biegu na 200 metrów podczas mistrzostw świata w Londynie.
W 2018 zdobył złoty medal igrzysk śródziemnomorskich w sztafecie 4 × 100 metrów. W tym samym roku był indywidualnie piąty na mistrzostwach Europy w Berlinie. W finale biegu na 100 metrów, 22 czerwca 2018 roku, podczas mityngu lekkoatletycznego w Madrycie uzyskał czas 9,99, stając się pierwszym Włochem, który przebiegł ten dystans w czasie poniżej 10 sekund. W 2019 pobiegł w finale mistrzostw świata, kończąc rywalizację na 7. miejscu.
W 2021 osiągnął półfinał biegu na 100 metrów podczas igrzysk olimpijskich w Tokio, a wraz z kolegami z reprezentacji zdobył złoto w sztafecie 4 × 100 metrów. Brązowy medalista mistrzostw Starego Kontynentu (2022), a także zdobywca srebrnego medalu podczas światowego czempionatu w Budapeszcie w biegu rozstawnym 4 × 100 metrów (2023). Na mistrzostwach Europy w 2024 sięgnął po srebrny medal w biegu na 200 m, jak również po złoty medal w biegu rozstawnym 4 × 100 metrów.
Złoty medalista mistrzostw Włoch. Stawał na podium World Athletics Relays.

## Osiągnięcia
| Rok  | Impreza                                 | Miejsce   | Konkurencja        | Lokata     | Wynik  |
| ---- | --------------------------------------- | --------- | ------------------ | ---------- | ------ |
| 2014 | Igrzyska olimpijskie młodzieży          | Nankin    | bieg na 200 m      | –          | DNS    |
| 2016 | Mistrzostwa Europy                      | Amsterdam | bieg na 100 m      | półfinał   | 10,19  |
| 2016 | Mistrzostwa Europy                      | Amsterdam | sztafeta 4 × 100 m | 5. miejsce | 38,69  |
| 2016 | Mistrzostwa świata juniorów             | Bydgoszcz | bieg na 100 m      | 2. miejsce | 10,24  |
| 2016 | Mistrzostwa świata juniorów             | Bydgoszcz | sztafeta 4 × 100 m | 7. miejsce | 40,02  |
| 2017 | Mistrzostwa Europy juniorów             | Grosseto  | bieg na 100 m      | 1. miejsce | 10,73  |
| 2017 | Mistrzostwa Europy juniorów             | Grosseto  | sztafeta 4 × 100 m | 2. miejsce | 39,50  |
| 2017 | Mistrzostwa świata                      | Londyn    | bieg na 200 m      | półfinał   | 20,62w |
| 2018 | Igrzyska śródziemnomorskie              | Tarragona | sztafeta 4 × 100 m | 1. miejsce | 38,49  |
| 2018 | Mistrzostwa Europy                      | Berlin    | bieg na 100 m      | 5. miejsce | 10,08  |
| 2018 | Mistrzostwa Europy                      | Berlin    | sztafeta 4 × 100 m | eliminacje | DQ     |
| 2019 | World Athletics Relays                  | Jokohama  | sztafeta 4 × 100 m | –          | DNF    |
| 2019 | Mecz Europa – USA                       | Mińsk     | bieg na 100 m      | 4. miejsce | 10,29  |
| 2019 | Mistrzostwa świata                      | Doha      | bieg na 100 m      | 7. miejsce | 10,07  |
| 2019 | Mistrzostwa świata                      | Doha      | sztafeta 4 × 100 m | eliminacje | 38,11  |
| 2021 | World Athletics Relays                  | Chorzów   | sztafeta 4 × 100 m | 2. miejsce | 39,21  |
| 2021 | Igrzyska olimpijskie                    | Tokio     | bieg na 100 m      | półfinał   | 10,16  |
| 2021 | Igrzyska olimpijskie                    | Tokio     | sztafeta 4 × 100 m | 1. miejsce | 37,50  |
| 2022 | Mistrzostwa świata                      | Eugene    | bieg na 200 m      | półfinał   | 20,10  |
| 2022 | Mistrzostwa świata                      | Eugene    | sztafeta 4 × 100 m | eliminacje | 38,74  |
| 2022 | Mistrzostwa Europy                      | Monachium | bieg na 200 m      | 3. miejsce | 20,27  |
| 2023 | I dywizja drużynowych mistrzostw Europy | Chorzów   | bieg na 200 m      | 3. miejsce | 20,61  |
| 2023 | I dywizja drużynowych mistrzostw Europy | Chorzów   | sztafeta 4 × 100 m | 2. miejsce | 38,47  |
| 2023 | Mistrzostwa świata                      | Budapeszt | bieg na 200 m      | eliminacje | 20,46  |
| 2023 | Mistrzostwa świata                      | Budapeszt | sztafeta 4 × 100 m | 2. miejsce | 37,62  |
| 2024 | World Athletics Relays                  | Nassau    | sztafeta 4 × 100 m | –          | DQ     |
| 2024 | Mistrzostwa Europy                      | Rzym      | bieg na 200 m      | 2. miejsce | 20,41  |
| 2024 | Mistrzostwa Europy                      | Rzym      | sztafeta 4 × 100 m | 1. miejsce | 37,82  |
| 2024 | Igrzyska olimpijskie                    | Paryż     | bieg na 200 m      | półfinał   | 20,54  |
| 2024 | Igrzyska olimpijskie                    | Paryż     | sztafeta 4 × 100 m | 4. miejsce | 37,68  |
| 2025 | World Athletics Relays                  | Kanton    | sztafeta 4 × 100 m | 5. miejsce | 38,20  |

## Rekordy życiowe
- Bieg na 60 metrów (hala) – 6,58 (20 stycznia 2019, Ankona)
- Bieg na 100 metrów – 9,99 (22 czerwca 2018, Madryt) były rekord Włoch / 9,97w (24 maja 2019, Rieti)
- Bieg na 200 metrów – 20,10 (19 lipca 2022, Eugene)

6 sierpnia 2021 Tortu biegł na ostatniej zmianie włoskiej sztafety 4 × 400 metrów, która czasem 37,50 ustanowiła aktualny rekord kraju w tej konkurencji.